# São Castro
São Castro  (São João da Madeira, 14 de Janeiro de 1976) é uma artista, coreógrafa e bailarina portuguesa. De 2011 a 2024, desenvolveu uma colaboração artística com o coreógrafo e bailarino António M Cabrita, com quem recebeu, em cocriação, o Prémio Autores de Melhor Coreografia em 2015. Desde janeiro de 2017 a dezembro de 2021, São Castro foi, juntamente com António M Cabrita, diretora artística da Companhia Paulo Ribeiro, companhia residente no Teatro Viriato em Viseu. É fundadora da Play False | associação cultural.

## Biografia
Iniciou a sua formação em dança no Balleteatro Escola Profissional de Dança e de Teatro do Porto (1995-1998); em 2002, concluiu a sua licenciatura em Dança pela Escola Superior de Dança, do Instituto Politécnico de Lisboa, e em 2024 concluiu o Mestrado em Criação Coreográfica e Práticas Profissionais, na mesma instituição.   
O seu percurso na interpretação iniciou-se no Balleteatro Companhia, entre 1997 e 1999; tendo passado, posteriormente, pela Companhia Portuguesa de Bailado Contemporâneo (entre 2001 e 2004), pelo Ballet Gulbenkian (2004/2005). Enquanto intérprete trabalhou com coreógrafos como Né Barros, Isabel Barros, Rui Lopes Graça, Benvindo Fonseca, Sofia Silva, Vasco Wellenkamp, Henri Oguike, Paulo Ribeiro, Hofesh Shechter, Olga Roriz, Clara Andermatt, André Mesquita, Tânia Carvalho, Luís Marrafa, entre outros. Trabalhou com Ricardo Pais na peça " As Lições" ( 1998 ) e faz parte do elenco da peça "Durações de um minuto" ( 2010 ) de Marco Martins e Clara Andermatt.  
Em 2009, iniciou-se na criação coreográfica com a criação do solo “aTempo” e, nos anos seguintes, coreografou para a Companhia de Dança do Algarve, para a Escola de Dança do Conservatório Nacional, com apresentação no International Youth "Festival Expression" (Grécia), Companhia Portuguesa de Bailado Contemporâneo, Projecto Quorum, K2 - Companhia de Dança,  Kale Companhia de Dança, Companhia de Dança de Almada (2016 e 2024) e Companhia Instável (2023). 
Entre 2011 e 2016, desenvolveu em colaboração com o coreógrafo e bailarino António M Cabrita o projeto |acsc|. Em 2015, os dois coreógrafos foram distinguidos com o "Prémio Autores" da Sociedade Portuguesa de Autores na categoria "Melhor Coreografia" com a peça “Play False” e nomeados, em 2016 e 2017 com as peças “Tábua Rasa” e “Turbulência”, ambas em cocriação com Henriett Ventura e Xavier Carmo, numa coprodução entre a Companhia Nacional de Bailado e a Vo’Arte. A peça intitulada “Rule of Thirds”, estreada em abril de 2016, foi considerada pelo jornal "Público" como um dos melhores espetáculos de Dança deste ano.  
Foi distinguida pelo Instituto Politécnico de Lisboa com a "Medalha de Prata de Valor e Distinção" (2016). Em 2017, a convite de Luísa Taveira, São Castro e António Cabrita criaram “Dido e Eneias” para a Companhia Nacional de Bailado. 
De janeiro de 2017 a dezembro de 2021, São Castro foi, juntamente com António M Cabrita, diretora artística da Companhia Paulo Ribeiro. 
Criou com António M Cabrita nos últimos anos as peças, “Um Solo para a Sociedade” que estreou em junho de 2017, em 2018, estrearam “Box 2.0 – Instalação Holográfica”, em 2019, depois da colaboração em “Todos, Alguém, Qualquer Um, Ninguém”, de Luiz Antunes; estrearam em setembro "LAST", peça para 5 bailarinos com música ao vivo pelo Quarteto de Cordas de Matosinhos, tendo sido também no mesmo ano convidados, pelo Théâtre de la Mezzanine (França) a assumir a direção coreográfica da ópera "Orphée et Eurydice" com encenação de Dennis Chabroullet. 
Fundou em Março de 2019 a PLAY FALSE, associação cultural.
Desde 2019 é convidada pelo Município de São João da Madeira, no âmbito comemorativo do Dia Mundial da Dança, para assumir a curadoria do evento “A CIDADE DANÇA“. 
É simultaneamente investigadora artística na área da dança, da qual destaca a publicação do artigo “Por uma corporização da palavra: proposta de uma investigação artística sobre a tradução física da palavra no corpo que dança” em 2022 na Revista de Investigação Artística, Criação e Tecnologia RIACT nº5. 

## Distinções
- - 2015 - Prémio Autores 2015, Melhor Coreografia, atribuído pela Sociedade Portuguesa de Autores a "Play False".
  - 2016 - Nomeação como co-autor, Prémio Autores Melhor Coreografia, peça Tábua Rasa.
  - 2017 - Nomeação como co-autor, Prémio Autores Melhor Coreografia, peça Turbulência.
  - 2016 - Medalha de Prata de Valor e Mérito pelo Instituto Politécnico de Lisboa
  - 2020 - Vencedor na categoría de videos-dança, "Invisible Shadows" do Inshadow Festival com o filme "LAST at home"
  - 2021 - Vencedor com o video-dança "LAST at home" do premio de Melhor Coreografia no New York International Film Awards ( February 2021)

## Obra

### Peças
- Carta ao Corpo que Luta | 2024 | coreografia São Castro | Play False associação cultural
- The Process of Burning in Reverse | 2024 | coreografia São Castro | Companhia de Dança de Almada
- TAKE | 2023 | coreografia São Castro e António M Cabrita | Companhia Instável
- Unsettling Self | 2023 | coreografia São Castro | Kale Companhia de Dança
- A Mão e o Mundo | 2023 | coreografia e direção de São Castro | Jornada Mundial da Juventude, Lisboa 2023
- Sinais de Pausa | 2021 | coreografia de São Castro e António M Cabrita 
- LAST at home | Video-Dança de São Castro e António M Cabrita 
- LAST | 2019 | coreografia de São Castro e António M Cabrita
- BOX 2.0 | instalação holográfica | 2018 | de São Castro e António M Cabrita | Companhia Paulo Ribeiro
- Um Solo para a Sociedade | 2017 | coreografia de São Castro e António M Cabrita 
- Dido e Eneias | 2017 | coreografia de São Castro e António M Cabrita | Companhia Nacional de Bailado
- Contos do Abstrato | 2017 | coreografia de São Castro e António M Cabrita | Companhia Nacional de Bailado
- Turbulência | 2016 | coreografia de António M Cabrita, Henriett Ventura, São Castro e Xavier Carmo | Companhia Nacional de Bailado
- The Art of Losing | 2016 | coreografia de São Castro | Companhia de Dança de Almada
- Rule of Thirds | 2016 | coreografia de São Castro e António M Cabrita | Companhia Nacional de Bailado
- Tábua Rasa | 2015 | coreografia de António M Cabrita, Henriett Ventura, São Castro e Xavier Carmo | Companhia Nacional de Bailado
- Play False | 2014 | coreografia de São Castro e António M Cabrita
- Wasteland | 2012 | coreografia de São Castro e António M Cabrita
- Box – Instalação Holográfica | 2013 | de São Castro e António M Cabrita
- As 4 Estações | 2013 | coreografia de São Castro |  projeto educativo - Companhia Portuguesa de Bailado Contemporâneo 
- aTempo | 2009 | coreografia de São Castro 